# ماوريسيو إسبينوسا
ماوريسيو إسبينوسا (بالإسبانية: Mauricio Espinosa) (مواليد 6 مايو 1972) مساعد حكم كرة قدم أوروغواياني . أصبح حكم دولي معتمد من الاتحاد الدولي لكرة القدم منذ 2006 .